# Clube Desportivo Rabo de Peixe
O Clube Desportivo Rabo de Peixe é um clube de futebol português, com sede na freguesia de Rabo de Peixe, concelho de Ribeira Grande, ilha de São Miguel, Açores.

## Títulos
- Taça Aniversário da AF Ponta Delgada (1): 2011/12[3]